# Simone Barraco
Simone Barraco (8 de julio de 1991) es un deportista italiano que compitió en ciclismo en la modalidad de BMX estilo libre. Consiguió una medalla de bronce en los X Games.

## Medallero internacional
| \| X Games de Verano \| X Games de Verano \| X Games de Verano \| X Games de Verano \| \| Año \| Lugar \| Medalla \| Prueba \| \| ----------------- \| --------------------------- \| ----------------- \| ----------------- \| \| 2017 \| Mineápolis (Estados Unidos) \| Medalla de bronce \| Calle \| |                             |                   |        |
| X Games de Verano |                             |                   |        |
| Año | Lugar                       | Medalla           | Prueba |
| 2017 | Mineápolis (Estados Unidos) | Medalla de bronce | Calle  |